# Ross County Football Club 2015-2016
Questa voce raccoglie le informazioni riguardanti il Ross County Football Club nelle competizioni ufficiali della stagione 2015-2016.

## Stagione
In questa stagione il Ross County vinse per la prima volta nella sua storia la Scottish League Cup.

## Maglie
| Manica sinistra · Manica sinistra · Maglietta · Maglietta · Manica destra · Manica destra · Pantaloncini · Pantaloncini · Calzettoni · Calzettoni | Manica sinistra · Manica sinistra · Maglietta · Maglietta · Manica destra · Manica destra · Pantaloncini · Pantaloncini · Calzettoni · Calzettoni |

## Rosa
| N. |                             | Ruolo | Calciatore      |
| -- | --------------------------- | ----- | --------------- |
| 1  | Scozia (bandiera)           | P     | Scott Fox       |
| 2  | Scozia (bandiera)           | D     | Marcus Fraser   |
| 3  | Inghilterra (bandiera)      | D     | Jamie Reckord   |
| 4  | Scozia (bandiera)           | C     | Rocco Quinn     |
| 5  | Scozia (bandiera)           | D     | Scott Boyd      |
| 6  | Scozia (bandiera)           | D     | Chris Robertson |
| 7  | Scozia (bandiera)           | C     | Michael Gardyne |
| 8  | Scozia (bandiera)           | C     | Ian McShane     |
| 9  | Scozia (bandiera)           | A     | Brian Graham    |
| 10 | Irlanda del Nord (bandiera) | A     | Liam Boyce      |
| 11 | Inghilterra (bandiera)      | A     | Craig Curran    |
| 12 | Scozia (bandiera)           | C     | Richard Foster  |
| 13 | Stati Uniti (bandiera)      | P     | Chris Konopka   |
| 14 | Scozia (bandiera)           | D     | Darren Holden   |

| N. |                        | Ruolo | Calciatore               |
| -- | ---------------------- | ----- | ------------------------ |
| 15 | Inghilterra (bandiera) | D     | Andrew Davies (capitano) |
| 17 | Inghilterra (bandiera) | C     | Jonathan Franks          |
| 18 | Scozia (bandiera)      | C     | Stewart Murdoch          |
| 19 | Scozia (bandiera)      | C     | Tony Dingwall            |
| 21 | Inghilterra (bandiera) | P     | Gary Woods               |
| 21 | Austria (bandiera)     | P     | Daniel Bachmann          |
| 23 | Paesi Bassi (bandiera) | A     | Alex Schalk              |
| 24 | Italia (bandiera)      | C     | Raffaele De Vita         |
| 25 | Scozia (bandiera)      | A     | David Goodwillie         |
| 26 | Scozia (bandiera)      | C     | Martin Woods             |
| 36 | Australia (bandiera)   | C     | Jackson Irvine           |
| 43 | Scozia (bandiera)      | C     | Paul Quinn               |
| 44 | Scozia (bandiera)      | D     | Christopher McLaughlin   |
| 53 | Scozia (bandiera)      | C     | Greg Morrison            |

## Risultati

### Scottish Premiership
| Arbitro: | Willie Collum |

|                                               |           |  |
| Leigh Griffiths 4’ (rig.) Stefan Johansen 35’ | Marcatori |  |

| Arbitro: | Andrew Dallas |

|                                   |           |  |
| Craig Curran 10’ Craig Curran 41’ | Marcatori |  |

| Arbitro: | Alan Muir |

|                    |           |                  |
| Graham Cummins 52’ | Marcatori | 17’ Craig Curran |

| Arbitro: | Bobby Madden |

|                       |           |                               |
| Liam Boyce 39’ (rig.) | Marcatori | 11’ Osman Sow 14’ Alim Öztürk |

| Arbitro: | Don Robertson |

|  |           |                                                                   |
|  | Marcatori | 2’ Liam Boyce 4’ Jonathan Franks 29’ Liam Boyce 35’ Andrew Davies |

| Arbitro: | Craig Thomson |

|                                         |           |                 |
| Liam Boyce 17’ (rig.) Andrew Davies 28’ | Marcatori | 61’ Seán Dillon |

| Arbitro: | Don Robertson |

|                    |           |                     |
| Louis Moult 90'+1’ | Marcatori | 33’ Michael Gardyne |

| Arbitro: | Greg Aitken |

|                |           |  |
| Liam Boyce 18’ | Marcatori |  |

| Arbitro: | Craig Thomson |

|                                                   |           |                                                            |
| Greg Stewart 20’ Rory Loy 54’ (rig.) Rory Loy 69’ | Marcatori | 19’ Liam Boyce 37’ (aut.) James McPake 43’ Michael Gardyne |

| Arbitro: | Willie Collum |

|                   |           |                                    |
| Liam Boyce 90'+1’ | Marcatori | 42’ Miles Storey 45’ James Vincent |

| Arbitro: | Craig Thomson |

|                                   |           |  |
| Brian Graham 36’ Brian Graham 49’ | Marcatori |  |

| Arbitro: | Alan Muir |

|                                   |           |  |
| Callum Paterson 15’ Osman Sow 67’ | Marcatori |  |

| Arbitro: | Don Robertson |

|                        |           |  |
| Billy McKay 81’ (rig.) | Marcatori |  |

| Arbitro: | Kevin Clancy |

|                   |           |                                                                      |
| Tony Dingwall 59’ | Marcatori | 38’ Tom Rogic 54’ Leigh Griffiths 56’ Leigh Griffiths 75’ Nir Bitton |

| Arbitro: | Crawford Allan |

|                                                             |           |  |
| Craig Curran 22’ Tony Dingwall 69’ Liam Boyce 90'+2’ (rig.) | Marcatori |  |

| Arbitro: | John Beaton |

|                                                  |           |                  |
| Adam Rooney 51’ Jonny Hayes 53’ Niall McGinn 80’ | Marcatori | 14’ Craig Curran |

| Arbitro: | Kevin Clancy |

|                                           |           |                                                            |
| Liam Boyce 68’ Murray Davidson 74’ (aut.) | Marcatori | 3’ David Wotherspoon 43’ David Wotherspoon 88’ Dave Mackay |

| Arbitro: | Willie Collum |

|                   |           |                                                     |
| Gramoz Kurtaj 26’ | Marcatori | 58’ Craig Curran 86’ Stewart Murdoch 90’ Liam Boyce |

| Arbitro: | Andrew Dallas |

|                          |           |  |
| Andrew Davies 52’ (aut.) | Marcatori |  |

| Arbitro: | Crawford Allan |

|                                                                                     |           |                                    |
| Liam Boyce 29’ Michael Gardyne 55’ Jackson Irvine 60’ Liam Boyce 69’ Liam Boyce 85’ | Marcatori | 5’ Kane Hemmings 53’ Kane Hemmings |

| Arbitro: | Steven McLean |

|                                                          |           |                                    |
| Craig Curran 12’ Michael Gardyne 50’ Michael Gardyne 56’ | Marcatori | 33’ Tope Obadeyi 48’ Josh Magennis |

| Arbitro: | John Beaton |

|                                     |           |  |
| Miles Storey 26’ Greg Tansey 45'+2’ | Marcatori |  |

| Arbitro: | Crawford Allan |

|                                 |           |                                                      |
| Ian McShane 27’ Ian McShane 82’ | Marcatori | 33’ (rig.) Adam Rooney 36’ Shay Logan 60’ Shay Logan |

| Arbitro: | Willie Collum |

|                     |           |                                     |
| Stephen Pearson 87’ | Marcatori | 20’ Jackson Irvine 69’ Brian Graham |

| Arbitro: | Steven McLean |

|  |           |                                                    |
|  | Marcatori | 53’ Jamie Walker 86’ Abiola Dauda 89’ Abiola Dauda |

| Arbitro: | Kevin Clancy |

|                                           |           |  |
| Leigh Griffiths 45'+1’ Dedryck Boyata 57’ | Marcatori |  |

| Arbitro: | Greg Aitken |

|                                    |           |                  |
| Alex Schalk 45'+1’ Ian McShane 78’ | Marcatori | 66’ Dougie Imrie |

| Arbitro: | John Beaton |

|  |           |                                             |
|  | Marcatori | 10’ Paul Paton 71’ Billy McKay 76’ Ryan Dow |

| Arbitro: | Stephen Finnie |

|  |           |                                 |
|  | Marcatori | 8’ Alex Schalk 90’ Brian Graham |

| Arbitro: | Steven McLean |

|                       |           |                         |
| David Wotherspoon 11’ | Marcatori | 65’ (rig.) Brian Graham |

| Arbitro: | Bobby Madden |

|  |           |                                                    |
|  | Marcatori | 32’ Liam Polworth 37’ Ross Draper 48’ Miles Storey |

| Arbitro: | Andrew Dallas |

|                                                                                     |           |                                   |
| Greg Stewart 7’ Kane Hemmings 9’ Rory Loy 38’ Craig Wighton 85’ Greg Stewart 90'+2’ | Marcatori | 15’ Andrew Davies 45’ Alex Schalk |

| Arbitro: | Nick Walsh |

|                 |           |  |
| Alex Schalk 14’ | Marcatori |  |

| Arbitro: | Don Robertson |

|                     |           |                     |
| Leigh Griffiths 23’ | Marcatori | 64’ Stewart Murdoch |

| Arbitro: | Stephen Finnie |

|  |           |                    |
|  | Marcatori | 56’ Steven MacLean |

| Arbitro: | Nick Walsh |

|                    |           |                      |
| Juanma Delgado 84’ | Marcatori | 88’ David Goodwillie |

| Arbitro: | John Beaton |

|                |           |                                                            |
| Liam Boyce 69’ | Marcatori | 4’ Stephen Pearson 16’ Keith Lasley 90'+2’ Stephen Pearson |

| Arbitro: | Willie Collum |

|  |           |                                                                         |
|  | Marcatori | 23’ (rig.) Brian Graham 45’ Alex Schalk 68’ Liam Boyce 78’ Martin Woods |

### Scottish Cup
| Arbitro: | Alan Muir |

|                                         |           |                                        |
| Faissal El Bakhtaoui 15’ Brad McKay 56’ | Marcatori | 4’ Alex Schalk 27’ (rig.) Brian Graham |

| Arbitro: | Alan Muir |

|                      |           |  |
| Raffaele De Vita 70’ | Marcatori |  |

| Arbitro: | Euan Anderson |

|                                                                 |           |                                              |
| Paul Quinn 4’ Brian Graham 58’ Alex Schalk 63’ Brian Graham 78’ | Marcatori | 44’ (aut.) Jamie Reckord 76’ Ruari MacLennan |

| Arbitro: | Craig Thomson |

|                                        |           |                                                 |
| Liam Boyce 24’ Brian Graham 60’ (rig.) | Marcatori | 57’ Henri Anier 65’ Henri Anier 89’ Billy McKay |

### Scottish League Cup
| Arbitro: | Craig Charleston |

|                                   |           |  |
| Liam Boyce 3’ Michael Gardyne 50’ | Marcatori |  |

| Arbitro: | Stephen Finnie |

| |           |  |
| Liam Boyce 30’ Liam Boyce 35’ Liam Boyce 40’ Raffaele De Vita 46’ Jonathan Franks 54’ Brian Graham 58’ Darren Holden 81’ | Marcatori |  |

| Arbitro: | Steven McLean |

|                 |           |                                        |
| Greg Tansey 78’ | Marcatori | 41’ Jackson Irvine 48’ Michael Gardyne |

| Arbitro: | Craig Thomson |

|                                                        |           |                       |
| Martin Woods 15’ (rig.) Paul Quinn 48’ Alex Schalk 63’ | Marcatori | 1’ Gary Mackay-Steven |

| Arbitro: | Kevin Clancy |

|                   |           |                                     |
| Liam Fontaine 45’ | Marcatori | 25’ Michael Gardyne 90’ Alex Schalk |